# Estação Ferroviária de Samardã
A Estação Ferroviária de Samardã é uma interface encerrada da Linha do Corgo, que servia a localidade de Vilarinho de Samardã, no concelho de Vila Real, em Portugal.

## História

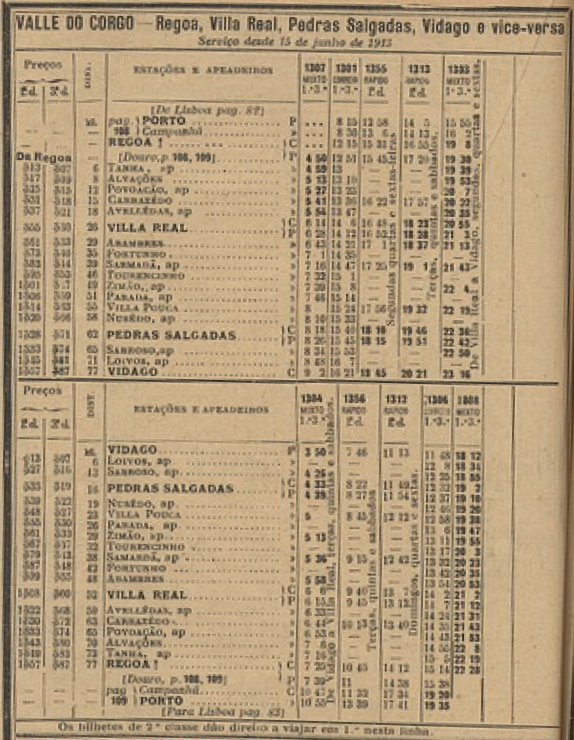
Horário da Linha Corgo em 1913, onde Samardã aparece com a categoria de Apeadeiro.

Esta interface localiza-se no troço entre as Estações de Vila Real e Pedras Salgadas da Linha do Corgo, que foi inaugurado em 15 de Julho de 1907.
O lanço entre Chaves e Vila Real foi encerrado em 2 de Janeiro de 1990, pela empresa Caminhos de Ferro Portugueses.